# 生産性 (生態学)
生態学において、生産性（せいさんせい、英: productivity, production）あるいは生産力とは、ある生態系においてバイオマスが生産される程度である。通常、バイオマスの質量を面積（または体積）と時間で割った数値で表現される。その単位は例えば、グラム/平方メートル/日 (g m−2 d−1)となる。質量は普通、乾燥重量か、炭素のみの質量である。植物といった独立栄養生物の生産性を一次生産性、動物といった従属栄養生物の生産性を二次生産性と呼ぶ。

## 一次生産
一次生産性あるいは基礎生産とは、二酸化炭素や水といった無機物から新しく有機物が合成されることである。最大の生産過程は、二酸化炭素から糖類などを合成する光合成である。化学合成も含まれる。
一次生産を行う生物（一次生産者）は陸上植物/水生植物、藻類、および独立栄養性の真正細菌（藍藻など）である。

## 二次生産
二次生産とは、ある生態系における従属栄養生物（生態学における消費者）によるバイオマスの生産量である。これは、有機物が栄養素として個体間を移動することによって引き起こされ、食物が同化と利用をされて新しく生成される有機物(分子、複合体、細胞、組織、器官、あるいは個体)の量を表す。二次生産はときに、一次生産者を直接消費した生物(草食動物)によるその消費量の実を意味する場合もある。この場合、草食動物よりも生態的地位が高い生物(肉食動物)による消費は三次生産と呼ばれる。しかし、二次生産とは一般的にすべての従属栄養生物によるバイオマス生産量を表す。
二次生産を行う生物(二次生産者)には動物、原生生物、真菌、および多種の真性細菌が含まれる。
二次生産性は、それぞれ異なるアプローチによる様々な方法で推定される。increment summation、removal summation、the instantaneous growth method、およびAllen curve methodなどである。どの方法が適切かは、その生態系がどのようなものであり、二次生産はどのような仮説で表すことができるかで決める。例えば、生物群集の特性/階級をどこまで区別すべきかどうか、死亡率は線形で仮定できるかどうか、個体群動態論に基づき個体数の増加は指数関数的であるかどうかを考えなければならない。